# Municipio de Height of Land
El municipio de Height of Land (en inglés: Height of Land Township) es un municipio ubicado en el condado de Becker en el estado estadounidense de Minnesota. En el año 2010 tenía una población de 673 habitantes y una densidad poblacional de 3,64 personas por km².

## Geografía
El municipio de Height of Land se encuentra ubicado en las coordenadas 46°52′58″N 95°35′8″O / 46.88278, -95.58556. Según la Oficina del Censo de los Estados Unidos, el municipio tiene una superficie total de 184.87 km², de la cual 151,93 km² corresponden a tierra firme y (17,82 %) 32,95 km² es agua.

## Demografía
Según el censo de 2010, había 673 personas residiendo en el municipio de Height of Land. La densidad de población era de 3,64 hab./km². De los 673 habitantes, el municipio de Height of Land estaba compuesto por el 96,73 % blancos, el 0,3 % eran amerindios, el 0,3 % eran asiáticos y el 2,67 % eran de una mezcla de razas. Del total de la población el 0,74 % eran hispanos o latinos de cualquier raza.